# Avenay
Avenay é uma comuna francesa na região administrativa da Normandia, no departamento Calvados. Estende-se por uma área de 5,65 km². Em 2010 a comuna tinha 565 habitantes (densidade: 100 hab./km²).